# ISO 9660
ISO 9660 is een standaard met betrekking tot een bestandssysteem voor cd-rom. De standaard is uitgegeven door de International Organization for Standardization.
De bedoeling van de standaard is dat ze ondersteund wordt door de meeste besturingssystemen, zoals Windows, Mac OS X, Linux en Unix, waardoor data tussen deze systemen kan uitgewisseld worden.
Dvd's kunnen ISO 9660 ook gebruiken, hoewel UDF hiervoor meer gebruikt wordt.

## Niveaus en beperkingen
Er zijn drie niveaus ('levels') in deze standaard:
Level 1Bestandsnamen mogen maximaal acht tekens bevatten en een extensie van 3 tekens. Directory's mogen maximaal 8 niveaus diep gaan.
Level 2Bestandsnamen mogen maximaal 31 tekens bevatten.
Level 3Bestanden mogen gefragmenteerd zijn (voornamelijk om packet writing mogelijk te maken of om incrementeel te kunnen opnemen).
Alle levels laten alleen hoofdletters, cijfers of het onderlijningsteken toe in bestandsnamen. 
Een aantal cd-toepassingen geven de mogelijkheid aan de gebruiker om toch bijna alle ASCII-tekens te gebruiken, en de meeste besturingssystemen kunnen die ook lezen, maar dat is niet strikt volgens de ISO 9660-standaard.
De beperkingen aan de lengte van bestandsnamen en aan de diepte voor directory's zijn een ernstige tekortkoming voor dit systeem. Veel toepassingen voor het branden van cd's proberen dit te omzeilen door zelf de bestandsnamen korter te maken, maar dit kan problemen veroorzaken voor sommige programma's.

## Uitbreidingen
Er zijn verschillende uitbreidingen voor ISO 9660, juist om de tekortkomingen te verhelpen:
- Rock Ridge ondersteunt Unix/Linux-machtigingen en langere namen.
- Joliet ondersteunt bestandsnamen in Unicode.
- Met El Torito (CD-ROM standard) kan je cd's opstartbaar (bootable) maken.